# Lijst van verwijzingen naar De goddelijke komedie
Deze lijst bevat verwijzingen naar het werk De goddelijke komedie van Dante Alighieri uit circa 1320.
Niet vermeld worden vertalingen of andere rechtstreekse referenties: het gaat om hergebruik, herinterpretatie en dergelijke.

## Gebruik van de titel
- August Willemsen gebruikte een allusie van de titel voor een boekje over Braziliaans voetbal: De Goddelijke Kanarie (1994)

## Proza
- De sciencefictionschrijver Larry Niven (in samenwerking met Jerry Pournelle) publiceerde in 1976 zijn boek Inferno dat over Dante's inferno handelt in moderne termen. De schrijver belandt in het hiernamaals dat verdacht veel lijkt op Dante's beschrijving. Hij tracht dit in eerste instantie te verklaren met de theorie dat hij in een, door technologisch oppermachtige wezens opgezet, soort 'pretpark' is terechtgekomen. In de loop van het verhaal begint hij te vermoeden dat er toch iets meer aan de hand is.
- De Russische romanschrijver Aleksandr Solzjenitsyn bedient zich in zijn roman In De Eerste Cirkel van een metafoor: waar Dante de helden uit de klassieke oudheid niet als heidenen in de hel wil laten plaatsnemen, maar dat als christenmens toch geacht wordt te doen, besluit hij ze in de meest begunstigde positie neer te zetten die mogelijk is: in de eerste cirkel (van de hel). Hetzelfde gebeurt met de intellectuelen die in de Goelags gedwongen worden te werken voor het regime van Stalin: zij zitten (bevoorrecht) gevangen.
- De Amerikaanse bestsellerauteur Dan Brown bouwde zijn roman Inferno op rond Dante's Inferno.

## Poëzie
- Henriette Roland Holst publiceerde in 1912 de bundel De vrouw in het woud. De titel is een verwijzing naar het woud in canto 1 van Inferno. Evenals Dante was Roland Holst op het moment van schrijven politiek ontheemd na het verleden van de SDAP.

## Afbeeldingen

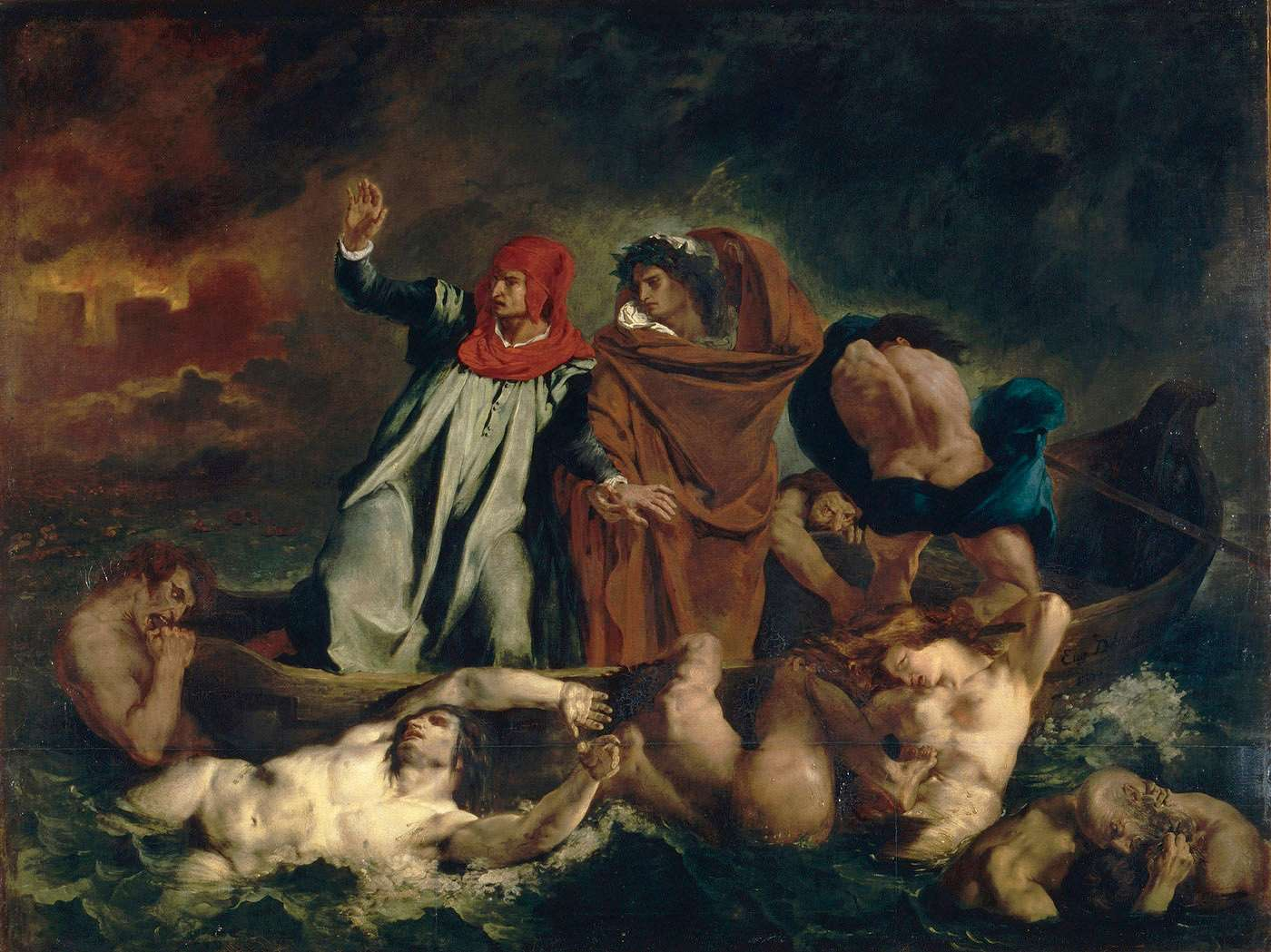
Dante en Vergilius in de Hel van Delacroix

- Giovanni di Paolo illustreerde in 1441 Dante's Paradiso.
- Sandro Botticelli maakte tijdens de renaissance de beroemde reeks illustraties voor een manuscript van de Divina Commedia in opdracht van Lorenzo di Pierfrancesco de' Medici; Botticelli maakte later nog een serie of illustraties voor de in 1481 uitgegeven versie van het gedicht.
- Giovanni Britto illustreerde een commentaar “La Comedia di Dante Alighieri con la nova esposizione” geschreven door  Alessandro Vellutello en in 1544 gedrukt.
- John Flaxman's illustraties vielen op in de 18de eeuw door hun minimalistische stijl.
- William Blake werkte van 1825 tot zijn dood in 1827 aan een (uiteindelijk onvoltooide) reeks aquarellen bij de Komedie
- Joseph Anton Koch illustreerde Dante’s Goddelijke Komedie en maakte omstreeks 1824-1829 vier grote fresco's in de Villa Massimi in Rome.
- Gustave Doré maakte in de negentiende eeuw gravures van het verhaal
- Auguste Rodin maakte het ontwerp De Poort van de Hel
- Franz von Bayros, illustreerde een uitgaven in 1921.
- Salvador Dalí illustreerde alle canto's in 1950-51.
- Jennifer Strange maakte een reeks tekeningen en beelden getiteld “Inspired by Dante”.
- De Britse kunstenaar Tom Phillips illustreerde zijn eigen vertaling van de Inferno, uitgegeven in 1985, met 4 illustraties per canto.
- Graba' maakte een cyclus "La Divina Commedia" van 111 schilderijen die in 2003 werden tentoongesteld in de Kunsthal Sint-Pietersabdij in Gent
- De uitgever Electronic Arts heeft december 2008 aangekondigd bezig zijn met een game genaamd Dante's Inferno

## Motto's
- Karl Marx gebruikte Inferno 3:14-15 als motto voor zijn Bijdrage tot de politieke economie: Qui si convien lasciare ogne sospetto / ogne viltà convien che qui sia morta ("Hier behoort ge alle vrees te laten varen / Alle lafheid hoort hier dood te zijn").
- Marx gebruikte ook een allusie naar Purgatorio 5:13 als motto voor Das Kapital: Segui il tuo corso, e lascia dir le genti ("Vervolg je eigen weg, en laat de lui maar praten")

## Kosmologie volgens Dante
- Rudy Rucker beschrijft in Infinity and the Mind (Princeton University Press, 2005, pp. 17-20) een 4-dimensionaal heelalmodel gebaseerd op dat van Dante en de meetkunde van Bernhard Riemann, waar de aarde het laagste punt in het heelal is en het empyreum het hoogste (in plaats van het binnenste punt en de buitenste schil).

## Muzikale verwijzingen
- Granville Bantock – Dante and Beatrice, Poem for orchestra; The Sea Rivers for orchestra; Dante, symfonisch gedicht nr. 2
- Conrado Del Campo – La Divina Comedia – El Infiero, symfonisch gedicht
- John Foulds – The Vision of Dante, concertopera op. 7
- Enrique Granados – Dante, symfonisch gedicht
- Franz Liszt – Symphonie zu Dantes ‘Divina Commedia’; Uit: Anneés de Pelerinage, Deuxième Anneé: Italie: Après une lecture du Dante (Fantasia quasi una sonate)
- Giacomo Puccini – Gianni Schicchi, opera
- Felix Woyrsch – Symphonischer Prolog zu Dante's 'Divina Commedia' op. 40
- Iced Earth - Dante's Inferno op het album Burnt Offerings (1995)
- Tangerine dream - Inferno (2001), Purgatorio (2004) en Paradiso (2006)
- Sepultura - Dante XXI, album (2006)
- Loreena McKennitt - Dante's Prayer op het album The book of Secrets (1997)
- Robert W. Smith - The Divine Comedy, Symfonie Nr.1 voor harmonieorkest

De (vele) verwijzingen in de muziek en beeldende kunst naar het verhaal van Francesca da Rimini zijn te vinden in het aparte artikel over Francesca da Rimini.

## Strips
- In De Von Neumann-Machine, het 22e album van Storm komen Storm en de zijnen in de machine uit de titel in een cocon terecht waar de hel uit De goddelijke komedie is nagebouwd (er staat één foutje in: Storm zegt dat Lucifer aan de rand van de zevende kring zit, maar die zat in het midden van de negende kring).

- In de Donald Duck (het weekblad, jaargang 2011) een verhaal te vinden over Goofy en Mickey, die, na onenigheid met Goofy's neefje, met een tijdmachine naar de Griekse Oudheid reizen om bewijzen te vinden over het verhaal van Odysseus. Hier maakt Goofy's neefje verwijzingen naar Dante's mening over Odysseus.

- In Final Fantasy IV verwijzen de namen van verschillende eindbazen Scarmiglione, Barbariccia, Cagnazzo, Rubicante en Calcabrina naar verscheidene Malebranche met dezelfde namen.

## Encycliek
- Paus Benedictus XVI baseerde zijn eerste encycliek Deus Caritas Est op de Komedie.